# Pik Forshteven'
Pik Forshteven' är en bergstopp i Antarktis. Den ligger i Östantarktis. Norge gör anspråk på området. Toppen på Pik Forshteven' är 1 695 meter över havet, eller 27 meter över den omgivande terrängen. Bredden vid basen är 0,28 km.
Terrängen runt Pik Forshteven' är platt norrut, men söderut är den kuperad. Trakten är obefolkad. Det finns inga samhällen i närheten.